# Oak Knoll Wildlife Sanctuary
Das Oak Knoll Wildlife Sanctuary ist ein 51 Acres (20,6 ha) umfassendes Schutzgebiet bei Attleboro im Bundesstaat Massachusetts der Vereinigten Staaten. Es wird von der Massachusetts Audubon Society verwaltet.

## Schutzgebiet
Das nur wenige Autominuten vom Zentrum Attleboros entfernt am Lake Talaquega gelegene Schutzgebiet war früher ein beliebtes Ausflugsziel und verfügte unter anderem über eine Spielbank und ein Hotel. Heute ist es ein Rückzugsort mit durch einen Rot-Ahorn-Sumpf führenden Holzwegen, Waldgebieten und Süßwasser-Marschland. Besuchern stehen 1,5 mi (2,4 km) Wanderwege zur Verfügung, und in einem ehemaligen Wohnhaus aus der Mitte des 18. Jahrhunderts gibt es eine Ausstellung über in dem Gebiet natürlich vorkommende Schildkröten und wirbellose Tiere.